# Pantophthalmus
Pantophthalmus är ett släkte av tvåvingar. Pantophthalmus ingår i familjen Pantophthalmidae.

## Arter
- Pantophthalmus argyropastus
- Pantophthalmus batesi
- Pantophthalmus bellardii
- Pantophthalmus chuni
- Pantophthalmus comptus
- Pantophthalmus engeli
- Pantophthalmus facetus
- Pantophthalmus frauenfeldi
- Pantophthalmus kerteszianus
- Pantophthalmus pictus
- Pantophthalmus planiventris
- Pantophthalmus punctiger
- Pantophthalmus roseni
- Pantophthalmus rothschildi
- Pantophthalmus splendidus
- Pantophthalmus subsignatus
- Pantophthalmus tabaninus
- Pantophthalmus vittatus
- Pantophthalmus zoos